# 芦角站
芦角站位于中华人民共和国四川省成都市双流区，是成都地铁6号线的一座车站。本站曾被列为暂缓开通车站，其后计划于2025年8月22日开通启用。

## 概况
2020年12月18日成都地铁6号线开通时，本站未同步启用，与青岛路站一同被列为暂缓开通车站，列车通过不停车。

## 车站结构
本站为地下二层岛式车站。
| 地面      |                                  | 出入口                         |  |
| 地下 一层 | 站厅层                           | 安检、售票机、卫生间           |  |
| 地下 二层 |                                  | 6号线列车往望丛祠方向 （松林） |  |
| 地下 二层 | 岛式站台，左边车门将会开启       |                                |  |
| 地下 二层 | 6号线列车往兰家沟方向 （钓鱼嘴） |                                |  |